# Итурбе, Хуан Мануэль
Хуа́н Мануэ́ль Иту́рбе Аре́валос (исп. Juan Manuel Iturbe Arévalos; 4 июня 1993, Буэнос-Айрес) — аргентинский и парагвайский футболист, нападающий греческого клуба «Арис» (Салоники). Выступал за сборную Парагвая.

## Карьера

### Клубная
Итурбе выступал в юношеском составе клуба «Серро Портеньо». Дебютировал в основной команде этого клуба в 21-м туре чемпионата Парагвая 28 июня 2009 года в возрасте 16 лет. Вскоре, не желая подписывать длительный контракт, вступил в конфликт с руководством клуба и присоединился на некоторое время к аргентинскому «Кильмесу», однако из-за спортивно-юридических причин не мог играть там в первой команде. В январе 2011 года Итурбе подписал контракт с португальским «Порту» и летом того же года, достигнув совершеннолетия, присоединился к этой команде (до этого продолжал выступать за парагвайский клуб, дойдя с ним до полуфинала Кубка Либертадорес). Игроком основного состава в «Порту» не стал (так, в победном чемпионате Португалии 2011/12 вышел на поле лишь в 4 матчах), дважды отдавался в аренду — в клубы «Ривер Плейт» и «Эллас Верона». После успешного сезона в составе «Вероны» (Серия A 2013/14) был выкуплен этим клубом. Но спустя лишь несколько недель, в июле 2014 года перешёл из «Вероны» в «Рому», подписав пятилетний контракт, сумма трансфера — 22 млн евро. Первый гол за «Рому» забил 5 октября 2014 года в матче против «Ювентуса». В январе 2016 года Итурбе был отдан в аренду в английский «Борнмут». 4 января 2017 года перешёл в «Торино» на правах аренды до конца сезона 2016/17 с возможным правом выкупа. 21 августа 2017 года перешёл в мексиканский клуб «Тихуана» на правах аренды до 30 июня 2018 года с возможным правом выкупа.

### В сборной
Проведя большую часть своей жизни в Парагвае, Итурбе начал международную карьеру в футболке сборной Парагвая. В возрасте 16 лет он был заигран за основную сборную страны в товарищеском матче против Чили, однако, так как это был товарищеский матч, он мог изменить своё решение относительно продолжения выступлений за эту сборную. Позже он принял окончательное решение выступать за сборную Аргентины.
Он попал в список самых многообещающих молодых игроков Аргентины, взятых на «спарринг» с основной сборной для подготовки к чемпионату мира в ЮАР.  На молодёжном чемпионате Южной Америки 2011 года, где аргентинцы стали третьими, 17-летний Итурбе выходил на поле во всех 9 матчах своей команды и забил три гола (в том числе, один в ворота бразильцев). Летом того же года Итурбе сыграл на молодёжном первенстве мира, где аргентинцы выбыли на стадии 1/4 финала. В 2013 году он вновь выступал на молодёжном чемпионате Южной Америки.

## Достижения
«Серро Портеньо»
- Чемпион Парагвая (1): Апертура 2009

«Порту»
- Чемпион Португалии (2): 2011/12, 2012/13

## Личная жизнь
Сын парагвайских эмигрантов, рождённый в Аргентине и выросший на родине родителей, Итурбе был допущен играть на молодёжном уровне и за Парагвай, и за Аргентину. Выразил желание защищать цвета сборной Аргентины, утверждая, что Парагвай — закрытая глава в его жизни.

## Клубная статистика
| Выступление          | Выступление      | Выступление      | Чемпионат | Чемпионат | Кубки | Кубки | Еврокубки | Еврокубки | Прочие | Прочие | Итого | Итого |
| Клуб                 | Лига             | Сезон            | Игры      | Голы      | Игры  | Голы  | Игры      | Голы      | Игры   | Голы   | Игры  | Голы  |
| -------------------- | ---------------- | ---------------- | --------- | --------- | ----- | ----- | --------- | --------- | ------ | ------ | ----- | ----- |
| Порту                | Лига Сагриш      | 2011/12          | 4         | 0         | 3     | 0     | 0         | 0         | 0      | 0      | 7     | 0     |
| Порту                | Лига Сагриш      | 2012/13          | 1         | 0         | 1     | 0     | 0         | 0         | 0      | 0      | 2     | 0     |
| Порту                | Лига Сагриш      | 2013/14          | 1         | 0         | 0     | 0     | 0         | 0         | 0      | 0      | 1     | 0     |
| Порту                | Итого            | Итого            | 6         | 0         | 4     | 0     | 0         | 0         | 0      | 0      | 10    | 0     |
| Ривер Плейт (аренда) | Финаль           | 2013             | 17        | 3         | 0     | 0     | 0         | 0         | 0      | 0      | 17    | 3     |
| Ривер Плейт (аренда) | Итого            | Итого            | 17        | 3         | 0     | 0     | 0         | 0         | 0      | 0      | 17    | 3     |
| Верона (аренда)      | Серия A          | 2013/14          | 33        | 8         | 0     | 0     | 0         | 0         | 0      | 0      | 33    | 8     |
| Верона (аренда)      | Итого            | Итого            | 33        | 8         | 0     | 0     | 0         | 0         | 0      | 0      | 33    | 8     |
| Рома                 | Серия A          | 2014/15          | 27        | 2         | 1     | 1     | 9         | 1         | 0      | 0      | 37    | 4     |
| Рома                 | Серия A          | 2015/16          | 12        | 1         | 1     | 0     | 6         | 0         | 0      | 0      | 19    | 1     |
| Рома                 | Серия A          | 2016/17          | 5         | 0         | 0     | 0     | 7         | 0         | 0      | 0      | 12    | 0     |
| Рома                 | Итого            | Итого            | 44        | 3         | 2     | 1     | 22        | 1         | 0      | 0      | 68    | 5     |
| Борнмут (аренда)     | Премьер-лига     | 2015/16          | 2         | 0         | 2     | 0     | 0         | 0         | 0      | 0      | 4     | 0     |
| Борнмут (аренда)     | Итого            | Итого            | 2         | 0         | 2     | 0     | 0         | 0         | 0      | 0      | 4     | 0     |
| Торино (аренда)      | Серия A          | 2016/17          | 16        | 1         | 1     | 0     | —         | —         | 0      | 0      | 17    | 1     |
| Торино (аренда)      | Итого            | Итого            | 16        | 1         | 1     | 0     | —         | —         | 0      | 0      | 17    | 1     |
| Тихуана (аренда)     | Лига МХ          | 2017             | 0         | 0         | 0     | 0     | 0         | 0         | 0      | 0      | 0     | 0     |
| Тихуана (аренда)     | Лига МХ          | 2018             | 0         | 0         | 0     | 0     | 0         | 0         | 0      | 0      | 0     | 0     |
| Тихуана (аренда)     | Итого            | Итого            | 0         | 0         | 0     | 0     | 0         | 0         | 0      | 0      | 0     | 0     |
| Всего за карьеру     | Всего за карьеру | Всего за карьеру | 138       | 18        | 9     | 1     | 30        | 3         | 0      | 0      | 177   | 22    |